# 1879 en rugby à XV
Cette page présente les faits marquants de l'année 1879 en rugby à XV : les principaux évènements liés au rugby à XV ainsi que les naissances et décès de grandes personnalités de ce sport.

## Événements
- L’Irish Rugby Football Union (IRFU) issue de deux fédérations créées en 1874 : la Irish Football Union qui avait autorité sur les clubs du Leinster, du Munster et d’une partie de l’Ulster, et la Northern Football Union of Ireland qui contrôlait la région de Belfast. La fusion a lieu en 1879 pour devenir l’IRFU, et des branches sont créées en Ulster, Leinster et Munster. La branche du Connacht est créée quelques années plus tard en 1900.
- De nouvelles règles du rugby sont publiées en 1879 : Laws of the Rugby Football Union.

### Mars
- 10 mars : l’Angleterre et l’Écosse font un match nul un but partout à Édimbourg[1].
- 24 mars : l'Angleterre s'impose à Londres devant l’Irlande sur le score de trois buts à zéro, les Anglais marquant quatre essais[2].

## Naissances
- 23 juin : Percy Bush, joueur de rugby à XV gallois. († 19 mai 1955).